# Танец модерн

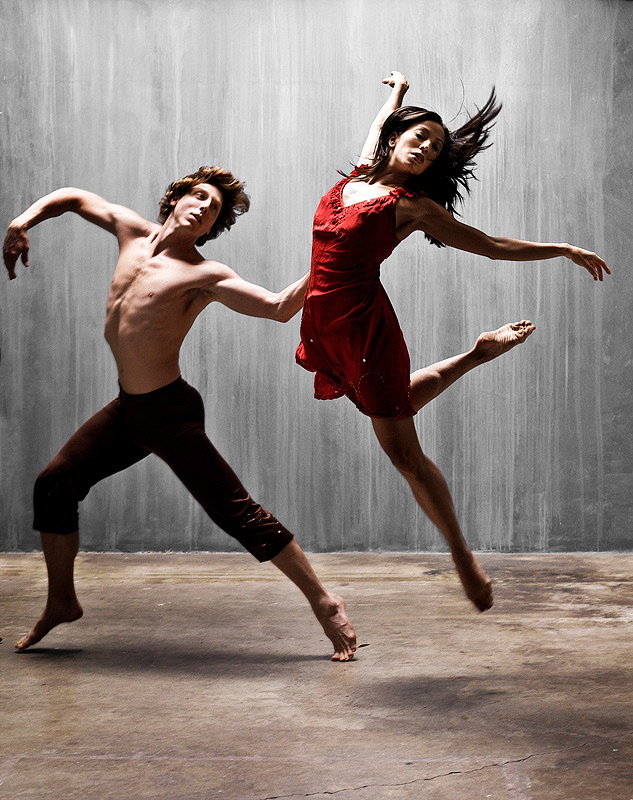
Модерн обычно исполняется босиком.

Танец модерн — одно из направлений современной хореографии, зародившееся в конце XIX — начале XX веков в США и Германии.
Термин «Танец модерн» появился в США для обозначения сценической хореографии, отвергающей традиционные балетные формы. Войдя в употребление, вытеснил другие термины (свободный танец, дунканизм, танец босоножек, ритмопластический танец, выразительный, экспрессионистский, абсолютный, новый художественный), возникавшие в процессе развития этого направления. Общим для представителей танца модерн, независимо от того, к какому течению они принадлежали и в какой период провозглашали свои эстетические программы, было намерение создать новую хореографию, отвечавшую, по их мнению, духовным потребностям человека XX века. Основные её принципы: отказ от канонов, воплощение новых тем и сюжетов оригинальными танцевально-пластическими средствами. В стремлении к полной независимости от традиций представители танца модерн пришли к принятию отдельных технических приёмов, в противоборстве с которыми зародилось новое направление. Установка на полный отход от традиционных балетных форм на практике не смогла быть до конца реализована.

## История
Идеи, жест, освобождённый от условности и стилизации (в том числе музыкальной), способен правдиво передавать все нюансы человеческих переживаний. Его идеи получили распространение в начале XX века после того, как были художественно реализованы двумя американскими танцовщицами, гастролировавшими в Европе. Лои Фуллер выступала в 1892 году в Париже. Её танец «Серпантин» строился на эффектном сочетании свободных телодвижений, стихийно порождаемых музыкой, и костюма — огромных развевающихся покрывал, освещённых разноцветными прожекторами. Однако основоположницей нового направления в хореографии стала Айседора Дункан. Её проповедь обновлённой античности, «танца будущего», возвращённого к естественным формам, свободного не только от театральных условностей, но и исторических и бытовых, оказала большое влияние на многих деятелей искусства, стремившихся освободиться от академических догм. Источником вдохновения Дункан считала природу. Выражая личные чувства, её искусство не имело общих черт с какой-либо хореографической системой. Оно обращалось к героическим и романтическим образам, порождённым музыкой такого же характера. Техника не была сложной, но сравнительно ограниченным набором движений и поз танцовщица передавала тончайшие оттенки эмоций, наполняя простейшие жесты глубоким поэтическим содержанием. Дункан не создала законченной школы, хотя и открыла путь новому в хореографическом искусстве. Импровизационность, танец босиком, отказ от традиционного балетного костюма, обращение к симфонической и камерной музыке — все эти принципиальные нововведения Дункан предопределили пути танца модерн. В России одними из первых её последователей были студии свободного, или пластического танца и музыкального движения.
Другим источником, существенно воздействовавшим на его формирование, была система Э. Жака-Далькроза — ритмика. Ритмопластический танец, развившийся на её основе, был во многом противоположен дунканизму. Жак-Далькроз исходил из аналитичного, внеэмоционального воплощения исполнителями музыки; танец не был произвольной трактовкой её тематической программы, разные части тела создавали как бы пластический контрапункт, в котором движения танцовщиков соответствовали отдельным голосам музыки. Но даже в своих первых крупных постановках в Хеллерау («Эхо и Нарцисс» на собственную музыку, 1912; [[Свободный танец и опера К.В. Глюка «Орфей и Эвридика»: столетие творческого союза, 1902—2005|«Орфей»]] на муз. Глюка, 1913) Далькроз воплотил не только структуру музыкального произведения, но передал их эмоциональное содержание, что потребовало уже чисто пластической выразительности жеста и позы. Против такого безраздельного господства музыки над танцем выступил австрийский хореограф Р.Лабан, ставший ведущим теоретиком танца модерн. Для обоснования своих взглядов он обратился к философско-эстетическим учениям древней Индии, пифагорийцев и неоплатоников. В теоретическом труде «Кинетография» (1928) Лабан изложил универсальную концепцию танцевального жеста, которая оказалась применимой для анализа и описания всех пластико-динамических характеристик движений независимо от того, к какой национальности, стилевой и жанровой категории они принадлежат. Не менее существенной для формирования эстетики танца модерн была мысль Лабана о том, что художественно осмысленное движение должно быть выражением внутренней жизни его творца, а не содержания музыки. Наиболее полную реализацию идеи Лабана получили в его постановке «Мерцающие ритмы» (без музыкального сопровождения, 1925).

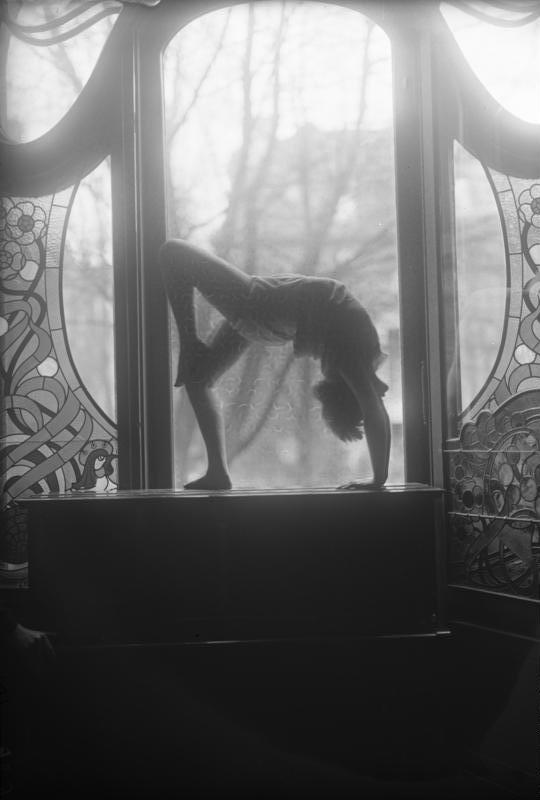
Красота в танце (1929), Берлин

Творчество ученика и сотрудника Лабана Курта Йосса было направлено на создание нового танцевального театра. Йосс использовал сценографию, музыку, хоровую декламацию, возрождал традиции мистериального и культового театров. Однако все эти приёмы рассматривались как служебные, возбуждающие «энергию движения тела». Танцевальная пластика для представителей «выразительного танца», как себя стали называть последователи Лабана, оставалась главным и часто единственным, средством создания художественного образа. Один из первых хореографов танца модерн — Йосс осознал необходимость синтеза выразительности, танца с техникой классического танца и не балетной пантомимы. Новаторство Йосса проявилось и в обращении к совершенно новым для балетного театра темам; например, «Зелёный стол» (1932) — первый балет с ярко выраженной политической и антимилитаристской направленностью. Расширению круга тем и образов хореографии содействовала и немецкая танцовщица и хореограф Мэри Вигман (ученица Лабана). Её искания шли в русле экспрессионизма. Она отказалась от движений, традиционно считавшихся красивыми. Уродливое и страшное Вигман считала также достойным воплощения в танце. Её сольные и групповые постановки («Жалоба», циклы — «Жертва», «Танцы матери» и «Семь танцев о жизни») отличались крайней напряжённостью и динамизмом форм. Вигман привлекали темы одержимости, страсти, страха, отчаяния, смерти. В искусстве Вигман отсутствовал пафос протеста, оно выражало образы-символы общечеловеческих эмоций. Идеи Вигман оказали глубокое воздействие на развитие танца модерн. Её ученица Ханья Хольм распространила идеи Вигман в США. Грета Палукка, другая ученица Вигман, обращалась не только к мрачному и трагическому. Юмористичные, просветлённые, лирические темы и образы также находили выражение в её творчестве. Музыка, от которой Вигман часто отказывалась, в искусстве Палукки снова обрела должное значение: танцевально-пластическое воплощение получили произведения Б. Бартока, Р. Штрауса, И. Брамса, Г. Ф. Генделя. Палукка внесла в танец модерн технику высоких прыжков и разработала свою методику преподавания. У Вигман также учились известные представители танца модерн — И. Георги, X. Кройцберг, М. Терпис, В. Скоронель, Г. Лейстиков. Индивидуальный стиль этих хореографов, равно как и других мастеров танца модерн (сестёр Визенталь, А. Сахарова и К. Дерп, Г. Боденвизер, Л. Глосар, Сент-Махезы, работавших в Германии, Австрии, Нидерландах, Швеции и Швейцарии), складывался под воздействием основных школ немецкого танца модерн и разнообразных художеств, течений европейского искусства первой трети XX века. Характерны две ведущие тенденции развития. Представители одной, следуя эстетическим концепциям экспрессионизма, видели в выражении субъективных переживаний хореографа основополагающий принцип творчества. Резкость изломанных линий, нарочитая огрублённость форм, стремление вскрыть бессознательные мотивы поступков человека, «показать истинную сущность его души» — всё это составляло основу их хореографии. Крайнее выражение эти идеи получили в т. н. абсолютном танце, исключавшем из хореографии не только любые внетанцевальные элементы, но и фиксированную композицию. Представители этого направления утверждали, что и в групповых постановках возможна полная свобода формотворчества, позволяющая каждому исполнителю в зависимости от его индивидуальности развивать самостоятельный, пластический мотив. Второе направление сложилось под влиянием конструктивизма и абстракционизма. В искусстве его представителей форма приобретала значение не только средства выражения, но становилась непосредственным содержанием танцевального образа. О. Шлеммер (сотрудник нем. школы строительства и конструирования Баухауз) рассматривал танец как точно рассчитанную конструкцию. Тело исполнителя в его «танцевальной математике» (так Шлеммер называл свою хореографию) служило лишь способом выявления «чисто кинетических формул», подчинённых тем же числовым закономерностям, что и движения механизмов. Другое проявление конструктивизма в танце модерн — т. н. «танцы машин» — массовые ритмопластические композиции, имитировавшие работу различных механизмов, в основе которых были движения танцовщиков, близкие гимнастическим, намеренно лишённые эмоциональной окраски (В. Скоронель в Германии и Н. М. Форрегер в СССР). Виднейшие мастера немецкого танца модерн были связаны с левым политическим движением.

## Американский танец модерн

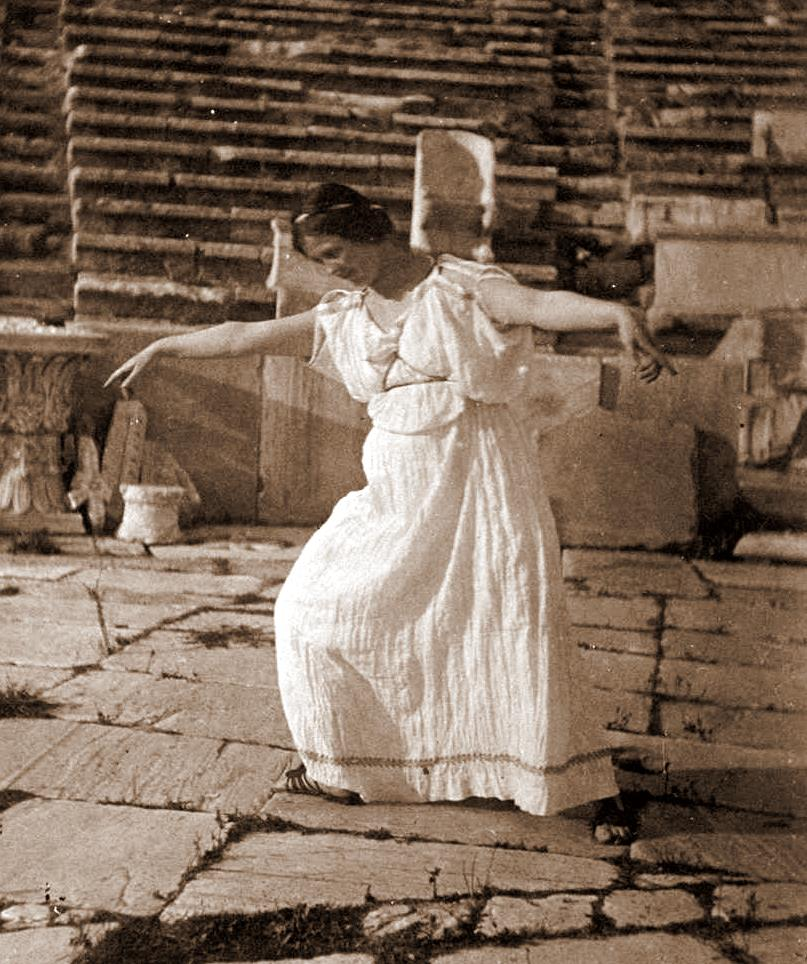
Айседора Дункан в 1903 году

Американские мастера танца модерн находили в фольклоре один из главных источников вдохновения. Народные танцы и музыка были перенесены непосредственно с плантаций в бары (в министрел-шоу), танцевальные залы и мюзик-холлы, где к последней четверти 19 в. развились разнообразные формы профессиональной хореографии. Американский танец модерн стал этапом в становлении американского хореографического театра. Связь с фольклором народов, населяющих США (особенно негритянским и индейским), определила основные стилистические отличия его лексики. В основном они проявляются в движениях корпуса. Кроме наклонов и перегибов, подвижности плеч, приёмов пластики гимнастических упражнений, игр и не балетной пантомимы, в американском танце модерн используются разного рода пульсации торса, выталкивающие и вращательные движения бёдер. Американскому танцу модерн свойственна более многомерная структура и сложная криволинейность рисунка. Существуют различия и в подходе к музыке. Определяющим фактором стала образная и ритмическая партитура созданного хореографом танца.
Общим для американцев и европейцев — создателей танца модерн — было то, что в искусство приходили люди с уже сложившимся мировоззрением. Все американские хореографы танца модерн считали себя последователями Дункан, однако никто из них непосредственного контакта с танцовщицей не имел, так как деятельность Дункан в основном протекала в Европе.
Более прямое воздействие на возникновение танца модерн в США оказала другая американская танцовщица — Р. Сен-Дени, получившая известность исполнением театрализованных культовых танцев Востока. Большое внимание уделялось костюму, который Сен-Дени считала составной частью пластической выразительности танца. В 1915 году она и Т. Шоун организовали в Лос-Анджелесе труппу «Денишоу» и школу, где наряду с танцами изучались родственные искусства и философия. Здесь учились и получили первый сценический опыт танцовщики, возглавившие в 30-е годы американского танца модерн. В противоположность танцу-развлечению, танцу иллюстрации, танцу-повествованию, танцевальное искусство для них становится выражением духовного начала.
Ученица школы «Денишоу» Марта Грэм в своём искусстве танцовщицы и хореографа наиболее полно реализовала особенности стиля и техники танца модерн. Хореографический театр Грэхем оказал столь же значительное влияние на танец модерн, как и искусство Дункан. Её постановки 30—40-х годов («Граница», «Весна в Аппалачских горах»), в которых выразилось стремление передать черты американского характера, показать человека эпохи заселения Америки, отличались символической и легендарно-эпической трактовкой. В дальнейшем Грэм создавала произведения, основанные преимущественно на сюжетах античной и библейской мифологии. Им были присущи тонкий психологизм в раскрытии образов, усложнённая метафоричность танцевального действия (хореографические драмы «Смерть и выходы» Джонсона, «С вестью в лабиринт» — Менотти, «Альцеста» Фаина, «Федра» Сгарера, «Миф о путешествии» Хованесса). Физические усилия, старательно скрывавшиеся в классическом танце, Грэм обнажила. Для каждой части тела она находила положения, мало им свойственные, противоречащие обычным. Но формотворчество не являлось для неё самоцелью. Грэм стремилась создать драматически насыщенный танцевальный язык, способный передавать весь комплекс человеческих переживаний.
Ту же цель преследовала и другая известная представительница танца модерн — Д. Хамфри. Уделяя большое внимание пластической отточенности и техничности танца, эти мастера выступили против культа красоты и утончённого стилизаторства Сен-Дени. В 1927 году Грэхем и в 1928 году Хамфри совместно с Ч. Вейдманом создали труппы и студии. На их творчество большое влияние оказал фольклор американских индейцев и негров, а также искусство Востока. Хамфри обогатила Т.м. плавной жестикуляцией, техникой лёгких и быстрых движений ног, движениями падающего и поднимающегося с пола тела. Она первой в США начала преподавать композицию танца, отошла от отвлечённой танцевальной лексики и иллюстративной пантомимы, расширила границы малых хореографических форм, господствовавших в танец модерн внесла значительный вклад в его теорию. Постановки Хамфри, как правило, затрагивали психология, и социально-этические проблемы («Бегите, маленькие дети» на негритянский музыкальный фольклор, «История человечества» Новака; «Расследование» и «Плач по Игнасио Санчесу Мехиасу», оба—Ллойда; «День на Земле» Копленда). В 30-е гг. общественно-политические темы привлекали многих ведущих хореографов Т.м.
Вейдман создал сюиту «Атавизм» на муз. Энгеля и «Басни наших дней» Милера; X. Хольм, которая внесла в теорию и практику американского танца модерн новаторские идеи своей учительницы Вигман и возглавила основанную ею в 1931 школу в Нью-Йорке, поставила ряд антифашистских спектаклей («Трагический исход» и «Они тоже изгнанники» Фаина); X. Тамирис — хореографии, цикл «Песни свободы» на музыку песен американской революции и «Аделанта» на музыку Пито, со стихами поэтов республиканской Испании.
В конце 30-х годов искусство сольного танца, преобладавшее на ранних этапах в танец модерн, уступило место ансамблевому. Движения, исполнительская манера, обусловленные индивидуальностью ведущего танцовщика-хореографа, становились основой для остальных актёров труппы. Это приводило к возникновению определённого канона, формированию различных художественных школ танца модерн.
В 50-е годы танец модерн вводился в качестве учебной дисциплины во многие колледжи и университеты США. Хореографы начали применять классический танец как основу тренажа, используя в своих постановках элементы его лексики и техники. Наиболее ёмкой и последовательной оказалась концепция А. Соколовой, ученицы Грэм, утверждавшей, что только взаимопроникновение различных школ и направлений может дать хореографу художественные средства, необходимые для полного раскрытия той или иной темы. Соколова предлагала танцовщикам пластически выразить те идеи и эмоции, которые она хотела воплотить в своих постановках, часто изображавших темные стороны человеческой натуры, нередко проникнутых горьким юмором и сарказмом («Война прекрасна» Норта, «Пустыня» на муз. Вареза, «Памяти № 52436» Берда, «Комнаты» Хопкинса и др.).
Творчество хореографов этого же поколения С. Ширер и X. Лимона продолжительное время было связано с Хамфри, у которой они учились. Хореография Лимона — сложный синтез американского танца модерн и испано-мексиканские традиционные искусства, её отличают резкие контрасты лирических и драматических начал. Многим постановкам присуща эпичность и монументальность, герои изображаются в моменты крайнего душевного напряжения, когда подсознание руководит их поступками. Известность получили работы Лимона «Павана мавра»; «Танцы для Айседоры» на музыку Шопена, «Месса военных времён» на музыку З.Кодая. Идею хореографического спектакля без музыкального сопровождения хореографу с наибольшей полнотой удалось реализовать в «Невоспетых» и «Карлоте».
Искусство негритянских хореографов и танцовщиков бережно сохраняет ритмопластические фольклорные корни. Многие работы П. Прай-мес, К. Данэм. Дж. Трислер, Д. Мак Кейла, Т. Битти, К. де Лавальяде, М. Хинксон, Дж. Джемисон и другие можно рассматривать как национальные формы современные сценические хореографии негров. В 1958 открылся Американский театр танца под руководством А. Эйли — первая некоммерческая труппа танца модерн, включавшая в репертуар произведения разных балетмейстеров. В собственных постановках Эйли стремится слить в единое целое танец и музыку с принципами драматического искусства. Среди его лучших работ —"Оплакивание утра" на музыку Эллингтона, «Откровение» на музыку спиричуэлс. где танцу была возвращена его изначальная ритуальность, «Ручьи» на музыку Кабелача.
В начале 60-х годах в американском танце модерн начался новый этап развития. Техники танца модерн стали также как и классический балет — кодифицированы.
Наряду с большим числом профессиональных трупп, таких, как Л. Любовича, П. Санасардо, Л. Фалько, начали выступать хореографы, резко порывавшие с традициями и узаконенными формами танца. Крупнейший среди них — М. Каннингем создал в содружестве с композитором Дж. Кейджем спектакли («Сюита для пяти во времени и пространстве», «Аэон», «Как ходить, брыкаться, падать и бегать»), в которых начал стирать грань между организованным танцем и «конкретным», бытовым движением.
В экспериментаторских работах А. Николайса («Убежище», «Тотем», «Галактики»), в которых он выступил не только как хореограф, но также как сценограф и композитор, стремление к образной целостности спектакля привело к почти полному уравниванию смысловой и образной значимости каждого из визуально-звуковых компонентов. Хореографическая лексика Э. Хокинса, Дж. Уоринга, Дж. Батлера, П. Тейлора, также выступивших в этот период, — синтез разных школ и течений. Батлер тяготеет к мифологическому и аллегорическому решению тем («Единорог», «Горгона и Монтикора» Менотти, «Портрет Билли» на музыку Холидей). В своей хореографии он первым использовал приёмы джазовой импровизации. Метафорич. психологизм работ Тейлора, в которых юмор сочетался с атлетической энергией движений, комическое — с трагическим, позволил необычайно широко толковать их содержание («Скудора-ма» Джэксона, «Общественное владение» Мак-Доуэлла. «Большая Берта» на конкретную музыку).
При всём различии исканий этих мастеров в их искусстве была общая направленность. Пантомимическое начало, столь существенное в остродраматических постановках хореографов танца модерн предшествующего периода, здесь почти полностью исключалось. Танец начал рассматриваться не столько как образ, несущий каких-либо вполне конкретную идею и потому вызывающий определённые эмоции, а как некий объект обозрения, должный пробуждать в зрителе свободные ассоциации. Творчество этих мастеров стимулировало интерес к новым формам хореографии. Появилось множество новых экспериментальных трупп и групп. Из этой чрезвычайно разнородной по художественным устремлениям среды выделились талантливые хореографы (Т. Тарп, Э. Саммерс, А. Халприн, М. Дитмонг, Н. Уокер и др.), получившие признание в начало 70-х гг. Большинство из них не считают сцену основным местом для выступлений. Спектакли создаются на самых неожиданных площадках. Отказ от фронтальности, центричности композиций, специального костюма, грима, музыки, танцевальной техники, узаконивайте вне-танцевальные движения, приёмов хэппенинга, серийной музыки, использование джаза, музыки кантри и рок — всё это породило новые формы хореографии и взаимоотношения танцовщиков со зрителем.
Методы творчества, применяемые представителями танец модерн, варьируются от критического реализма, служащего действенным средством обличения буржуазного общества, до формалистических приёмов, которыми хореографы пытаются выразить свой протест. Выдвигая как основополагающую доктрину полной свободы самовыражения, они тем самым открывают доступ произведениям, в которых порой отсутствие мастерства и профессионализма выдаётся за новации и художеств, искания. Наибольшее распространение танца модерн получил в странах с богатым музыкально-танцевальным фольклором или же с давними театр, традициями, но где не было своего классического балета.
К 50-м гг. в Мексике сформировалась сил одна школа танец модерн. Её самобытность определило сочетание национального искусства с приёмами американский танец модерн (основателями первых групп в начале 30 годах и были хореографы из США — М. Вальдим и А. Соколова). В Чили танец модерн начал развивался с 40-х гг. с приездом в страну Э. Утхоффа. сотрудника К. Иосса. который также осуществил здесь ряд своих постановок.

## Современное состояние

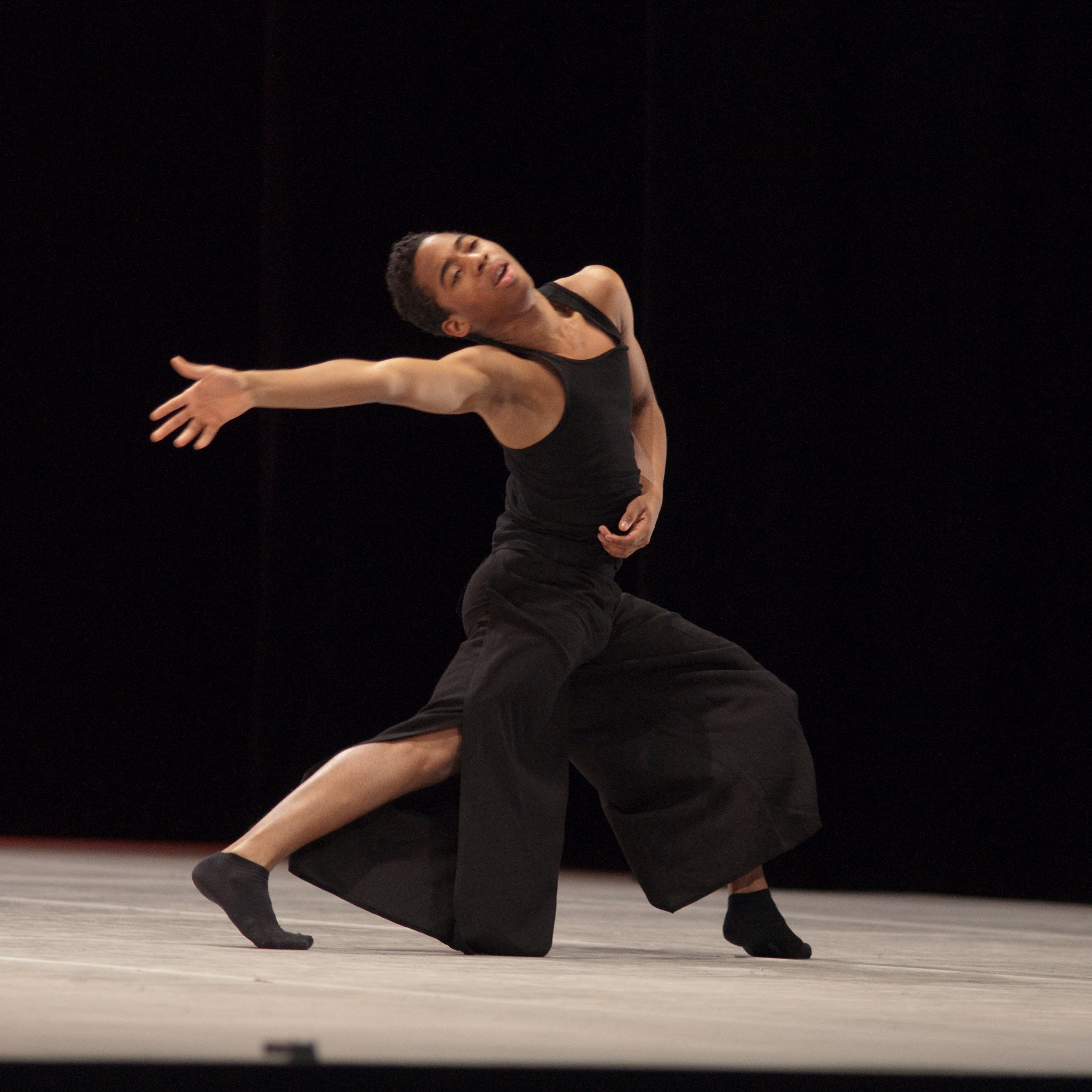
Янкиль Охоа Леива в Луизиане, 2010 год

Труппы танца модерн имеются в Аргентине, Бразилии, Гватемале, Колумбии. Большое распространение танец модерн получил на Кубе, где сложилась своя школа. Первые группы были организованы в начале 60-х годов Р. Геррой и Альберто Алонсо. Продолжая развивать традиции американского и мексиканского танца модерн, кубинские хореографы проявляют особый интерес к негритянском фольклору, причём не только в его латиноамериканских формах, но и в африканских. И Европе существует несколько крупных учебных центров танца модерн — «Палукка-шуле» (Дрезден, ФРГ) и «Фолькванг-шуле» (Эссен, ФРГ) и др. Широкое распространение танец модерн получил и в других странах. Шведский танцевальный театр (Б. Кульберг и И. Крамер), Нидерландский театр танца, Печский балет (Венгрия). «Бат-Шева» и «Инбал» (Израиль), Танцевальная труппа культурного центра искусств (руководитель А. Рейес, Филиппины) и другие. Стиль этих коллективов определяется принадлежностью их руководителей к американским или немецким школам танцам модерна, а также степенью использования национального фольклора и не балетной пантомимы, владением техникой классического танца.
Танец модерн оказал влияние и на классический танец. Ни один из крупнейших балетмейстеров XX века начиная с А. А. Горского, М. М. Фокина и В. Ф. Нижинского и кончая Дж. Баланчиным и Ю. Н. Григоровичем, не прошёл мимо отдельных частных открытий в этом направлении. Однако элементы танца модерн претворялись ими на основе иных идейно-хореографической концепций.
С середины 50-х годов стремление к синтезированным поискам некоего нового языка современного танца становится заметной тенденцией зарубежной хореографии. Многих произведениях хореографов танца модерн и балетмейстеров классической школы (Морис Бежар, Р. Пети, Ж. Шарра, Альберто Алонсо, X. Лефебр, А. де Милль, Дж. Роббинс, Х. Ван Манен, Р. Джофри, Дж. Арпино, Г. Тетли, М. Рамберт, Э. Тюдор, Дж. Крэнко, К.Макмиллан, М. Эк, Т. Гзовская, Т. Шиллинг, К. Я. Голейзовский, Май Мурдмаа и др.) трудно причислить к тому или иному направлению.
Возрастает интерес к танцу модерн и в странах с давними традициями классического танца. В 1967 году в Лондоне был организован крупнейший в регионе центр по изучению танца модерн, при котором созданы школа и труппа — Лондонский современный театр танца (под рук. Р. Коэна). В 1972 году Ж. Руссильо создал труппу Балетный театр Жозефа Руссильо во Франции. Старейшие балетные труппы этих стран — «Балле Рамбер» и парижская Опера также включают в репертуар постановки танца модерн (с 1974 при парижской Опере работает экспериментальная группа — Театр исканий (рук. К. Карлсон). На гастроли в СССР приезжали: Балет города Печ. труппы Алвина Эйли, Хосе Лимона, Кубинский ансамбль современного танца, Танцевальный ансамбль Крамера, Театр танца культурного центра Филиппин, Ансамбль танца под руководством Пола Тейлора, Балетный театр Жозефа Руссильо и другие. Самобытно интерпретировали танец модерн современные хореографы Л. В. Якобсон (хореографические миниатюры по скульптурам Родена), О. М. Виноградов («Ярославна» Тищенко), Н. Н. Боярчиков («Орфей и Эвридика» на муз. Журбина) и другие.
Наиболее известные хореографы, продолжающих линию танца модерн сейчас, — М. Эк, М. Борн, Н. Дуато, С. Смирнов, О. Пона, К. Брюс, А. Митчел, Р. Поклитару, А. Сигалова, Алвина Эйли.